# Беккерт, Пауль
Пауль Беккерт (нем. Paul Beckert; 17 декабря 1856, Лихтенштайн, Цвиккау — 22 сентября 1922, Ольсберг, Вестфалия) — немецкий художник-портретист. 

## Биография

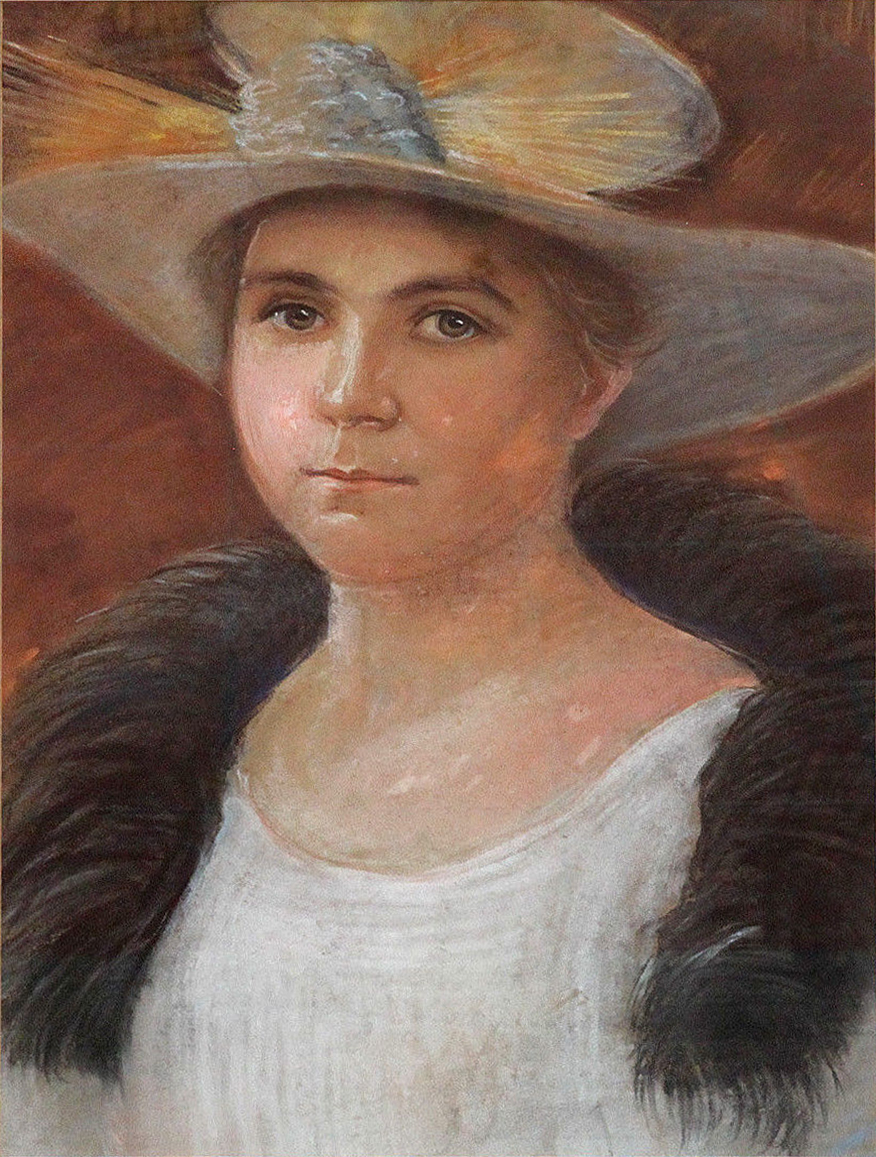
Женский портрет

Родился в 1856 году в саксонском городе Лихтенштайне в семье портного Фридриха Эрнста Беккерта и его супруги Кристины Фредерики Елизаветы Софии, урожденной Клут.
С 1869 по 1873 год учился в гимназии в Хемнице, затем — в Дрезденской академии художеств в мастерской Теодора Гроссе, затем — в Академиях художеств Берлина, Штутгарта, Мюнхена. В дальнейшем совершил поездку в Италию с образовательными целями, причём попутно перешёл из протестантизма в католичество.
По возвращении в Германию специализировался на написании портретов представителей немецкой аристократии, в которых умело сочетал приёмы академизма с новыми веяниями рубежа столетий, вдохнув в консервативное искусство парадного портрета немало свежих идей. Писал также жанровые картины, которые не отличались достоинствами его портретной живописи, и алтарные образы для католических церквей.
В 1904 году Папа Римский Пий X сделал его кавалером ордена Святого Сильвестра.
Пауль Беккерт был женат дважды.
Скончался он в Ольсберге в 1922 году.
В годы Второй мировой войны многие его работы были утрачены или уничтожены.

## Галерея

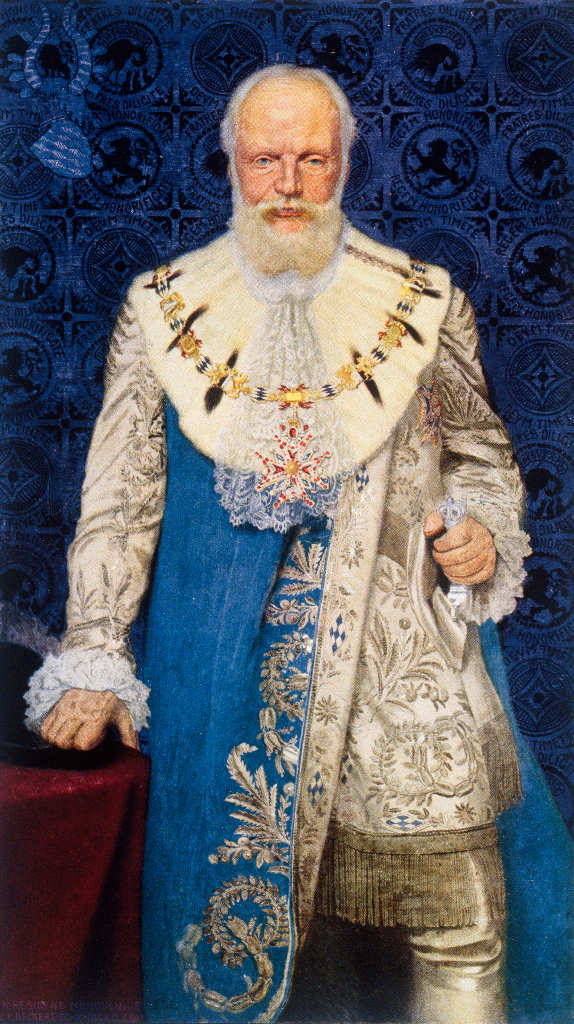
Портрет короля Баварии Людвига III в церемониальном одеянии гроссмейстера баварского ордена Святого Георгия.
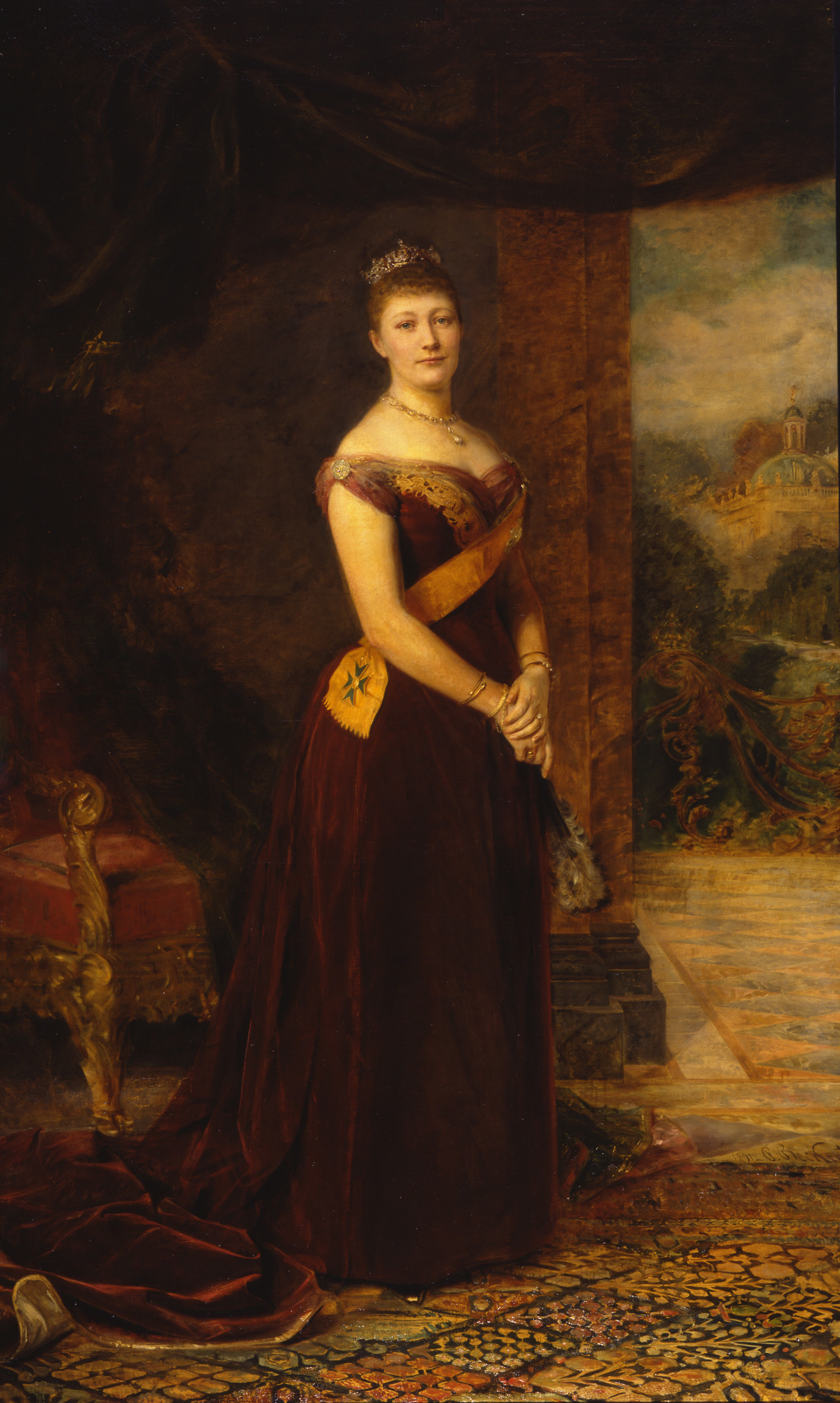
Портрет императрицы Августы Виктории.
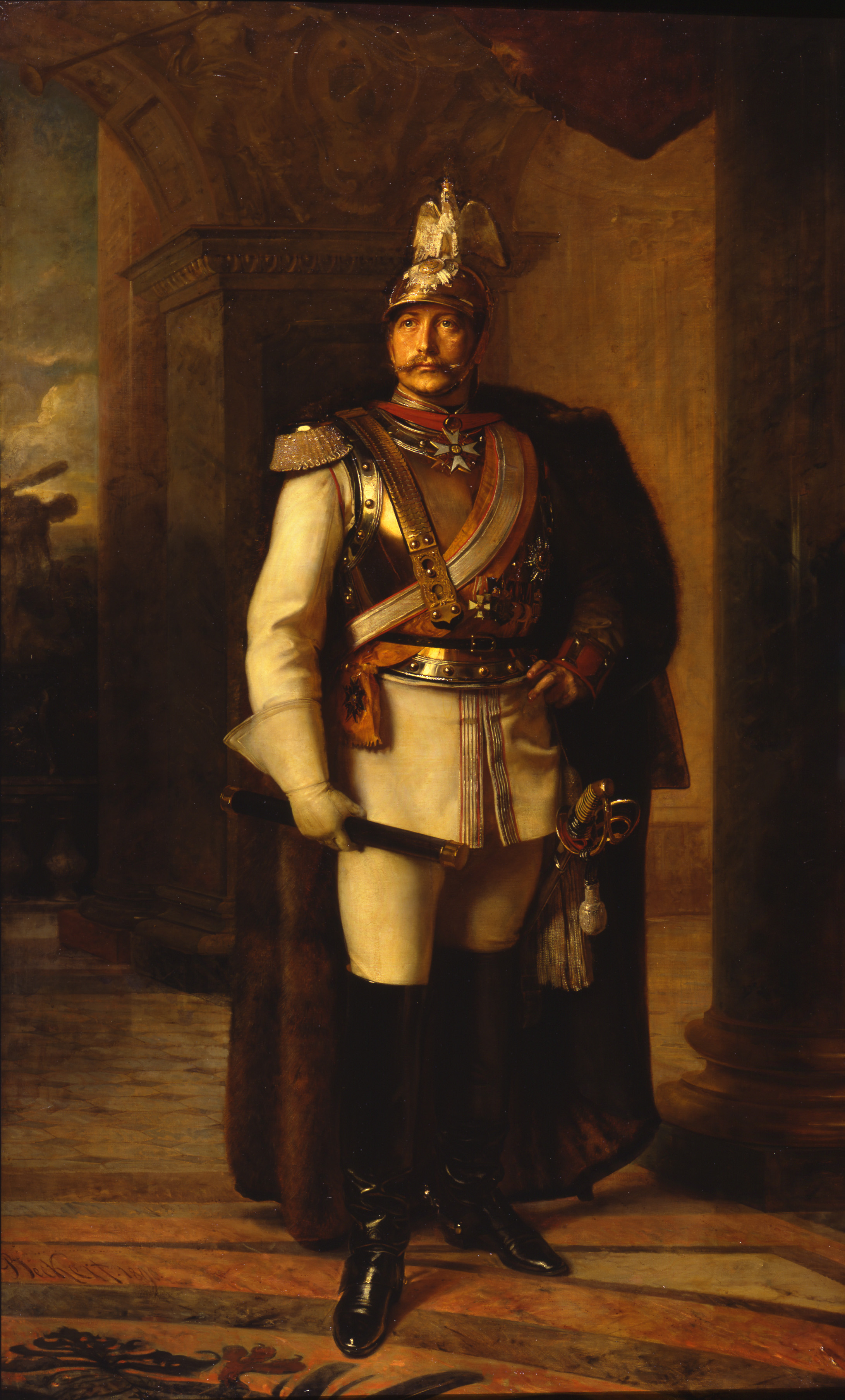
Портрет кайзера Вильгельма II.
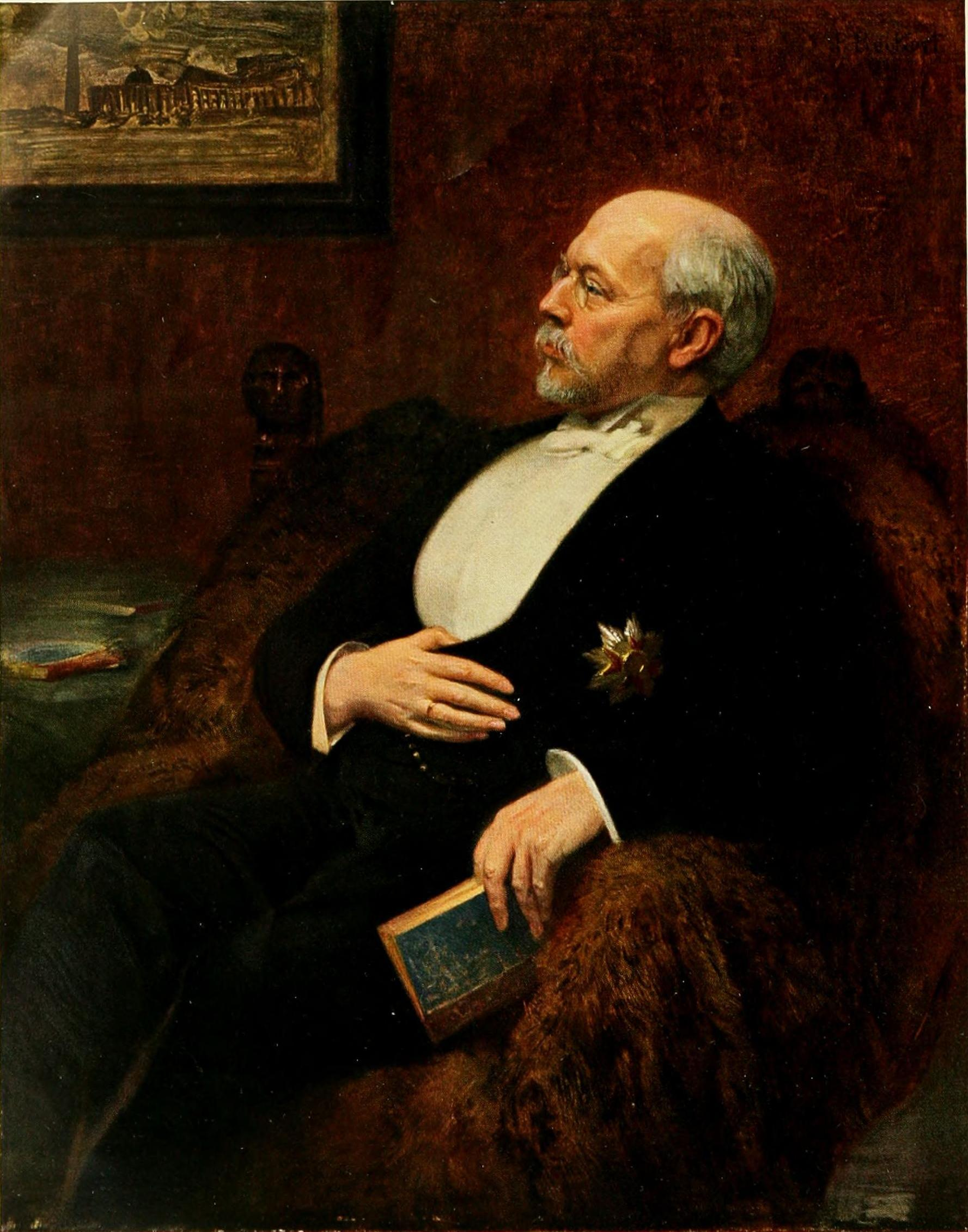
Портрет премьер-министра Баварии Георга фон Гертлинга, 1908.